# جوشوا فيشمان
جوشوا فيشمان (بالإنجليزية: Joshua Fishman) هو كاتب غير روائي وأستاذ جامعي أمريكي، ولد في 18 يوليو 1926 في فيلادلفيا في الولايات المتحدة، وتوفي في 1 مارس 2015 في ذا برونكس في الولايات المتحدة.